# Kelurahan Petukangan Utara
Kelurahan Petukangan Utara är en administrativ by i Indonesien.   Den ligger i provinsen Jakarta, i den västra delen av landet. Huvudstaden Jakarta ligger i Kelurahan Petukangan Utara.